# Popis hrvatskih veleposlanika u Argentini
Republika Hrvatska i Argentinska Republika održavaju diplomatske odnose od 13. travnja 1992. Sjedište veleposlanstva je u Buenos Airesu.

## Veleposlanici
Veleposlanstvo Republike Hrvatske u Argentinskoj Republici osnovano je odlukom predsjednika Republike od 6. siječnja 1994.
| Veleposlanik        | Postavljenje        | Opoziv              | Sjedište     |
| ------------------- | ------------------- | ------------------- | ------------ |
| Mato Medo           | 10. veljače 1994.   | 1. lipnja 1995.     | Buenos Aires |
| Neda Rosandić Šarić | 14. lipnja 1995.    | 31. listopada 2000. | Buenos Aires |
| Rikard Rossetti     | 24. svibnja 2001.   | 10. listopada 2005. | Buenos Aires |
| Mira Martinec       | 11. listopada 2005. | 31. prosinca 2010.  | Buenos Aires |
| Željko Belaj        | 1. listopada 2012.  | 31. kolovoza 2018.  | Buenos Aires |
| Duška Paravić       | 1. rujna 2018.      |                     | Buenos Aires |

## Vanjske poveznice
- Argentina na stranici MVEP-a